# Ceuthocarpus involucratus
Ceuthocarpus involucratus är en måreväxtart som först beskrevs av Herbert Fuller Wernham, och fick sitt nu gällande namn av Annette Aiello. Ceuthocarpus involucratus ingår i släktet Ceuthocarpus och familjen måreväxter. Inga underarter finns listade i Catalogue of Life.